# قياسية (سنبل أباد)
قیاسیة (بالفارسية: قیاسیه) هي قرية تقع في إيران في قسم سنبل أباد الریفي. يقدر عدد سكانها بـ 277 نسمة بحسب إحصاء 2016.